# Francisco Pons Arnau
Francisco Pons Arnau (Valencia, 1886-Madrid, 1955) fue un pintor español, uno de los discípulos más destacados del pintor Joaquín Sorolla. Asimismo, se casó con María Sorolla, una de las hijas de su maestro. 

## Biografía
A principios de siglo realizó varios viajes, a Tánger y Brasil, y participó en las Exposiciones Nacionales de Río de Janeiro. Allí obtuvo la medalla de plata en 1911 y la medalla de oro en 1912. Por otra parte, su obra fue internacionalmente conocida, ya que expuso en lugares como Nueva York, La Habana, Chile y Argentina. La exposición que realizó en el Museo de Arte Moderno de Madrid en 1928 fue una de las más destacadas en su carrera artística, así como la Nacional de Bellas Artes de 1944 de Barcelona, en la que participó junto a otros artistas.
La obra de Pons Arnau fue amplia, entre la que destacó su producción de retratos y sus obras de carácter costumbrista (con temas como flores y paisajes). Los retratos que realizó Pons Arnau captaban la psicología del personaje, especialmente los que representaban a María Sorolla, donde se centraba en la belleza de la mujer. 
En sus realizaciones hay diferentes influencias del art Nouveau.

## Obras destacadas
- Paisaje nevado, óleo sobre lienzo.
- Clotilde bebiendo té, óleo sobre lienzo.
- Bailaora flamenca, óleo sobre lienzo.
- Retrato de mujer, óleo sobre lienzo.